# 皮紋檢測
皮紋檢測是一門透過對手的指紋、線條、凹凸及形狀的科學研究。
皮紋業者在研究中發現皮紋在遺傳上與大腦發展相關，由皮紋的外型可鑑別個體間的人格特質，精神特質與各項優勢領域等大腦功能差異。

## 語源
皮紋檢測的學名Dermatoglyphics由古希臘語的兩個字根derma（皮膚）及 "skin", and glyph（刻劃）合組而成。

## 專業性問题
創辦皮紋檢測之推動業者多半為企管、教育相關領域，也有不少行為科學及教育研究學者參與；皮紋業者主要把皮紋分析運用在行為科學面，而美國聯邦政府亦運用皮紋分析作辯識及犯罪心理學等更具特殊專業的領域。
在醫學界，神經科及兒科亦曾採用皮紋檢測做為診斷依據。但在唐氏症之指紋異常乃是由於染色體變異造成之廣泛性身體變異，並不足用作為皮紋與大腦之間關聯的佐證。
但檢測業者認為，總脊紋數TRC （Total Ridge Count）(十個手指脊紋數相加之數量)乘以一億即為腦細胞數量。

## 批評
前陽明大學神經科學研究所，中央大學認知神經科學研究所所長洪蘭教授認為現時未有確切的科學根據證實大腦皮紋與大腦發展之因果關係。「指紋是個人所獨有，腦也是個人所獨有，每個人都不一樣，但是兩者的相似性到此為止，無法再延伸出去。在神經發展學上，這兩個發展不同期、沒有任何的因果關係。指紋是無法預測腦紋的。」